# Nicolaas I van Eyck

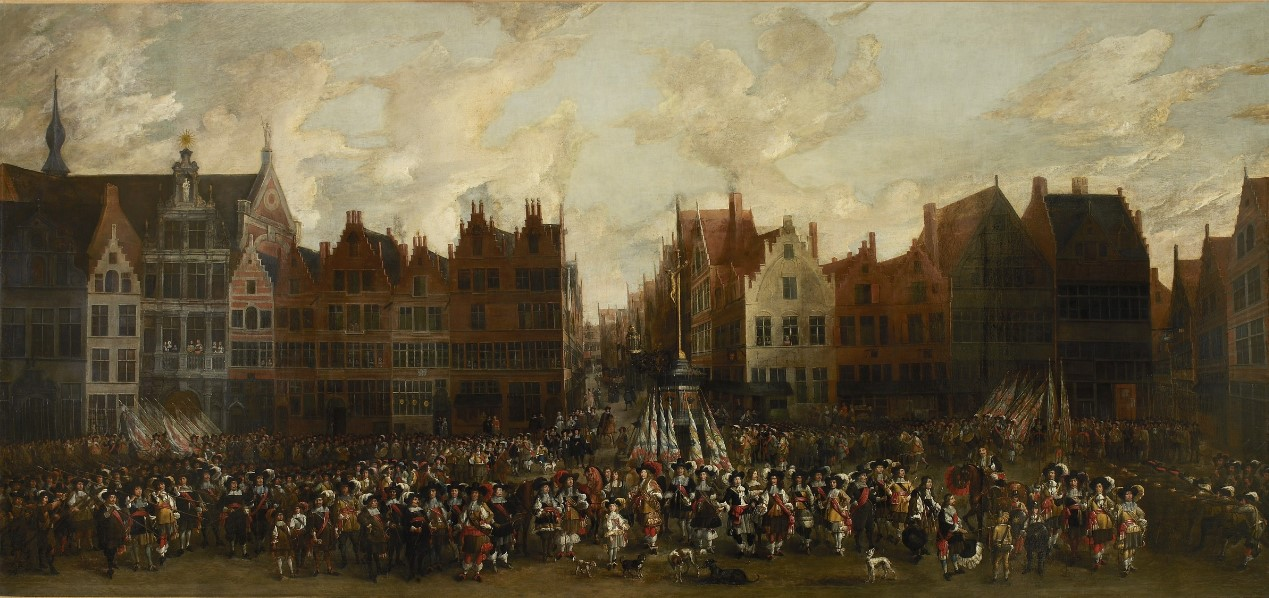
Große Parade der Antwerpener Bürgerwacht auf der Meir, 1673.

Nicolaas I van Eyck (* 9. Februar 1617 in Antwerpen; † 1679 ebenda) war ein flämischer Porträt- und Genremaler. Er ist bekannt für seine Reiter- und Schlachtszenen, Landschaften und Porträts. Er malte auch einige zivile Prozessionen, darunter Paraden der Antwerpener Bürgerwacht.

## Leben

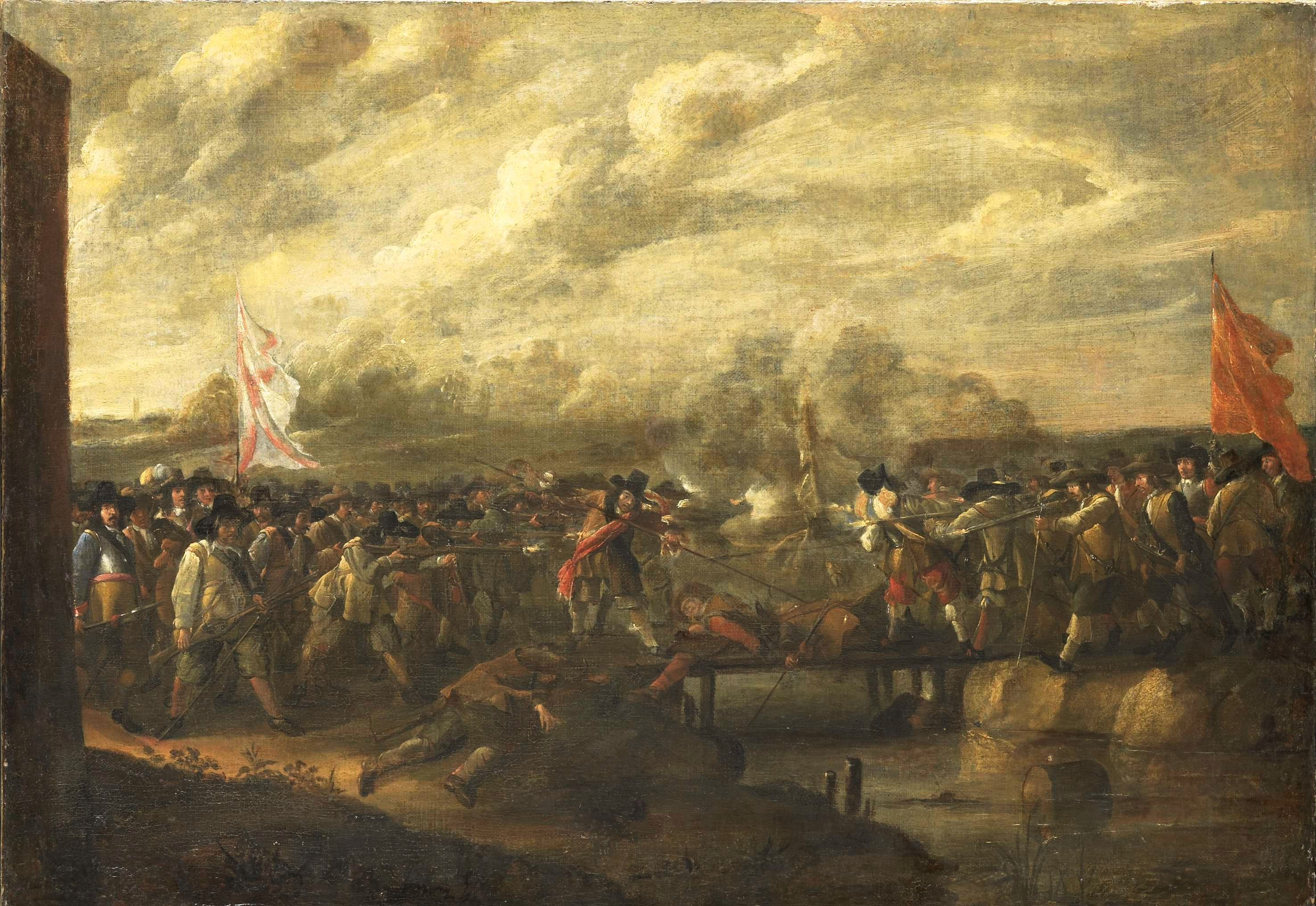
Infanterieschlacht in der Nähe einer Brücke

In den Jahren von 1632 bis 1633 war er Lehrling des Theodoor Rombouts. 1641/42 muss van Eyck bereits Meister der Lukasgilde gewesen sein, da er Lehrlinge anmeldete. 1642 verheiratete er sich, aus der Ehe gingen zwei Söhne hervor, wovon Nicolaas II van Eyck (1646–1692) ebenfalls Maler wurde.
1658 wurde Nicolaas I Kapitän der Antwerpener Bürgerwacht. Er malte Genrebilder aus dem Soldatenleben nach der Manier des Pieter Snayers. Neben dem militärischen Sujet beschäftigte er sich jedoch auch mit religiösen Inhalten.
Seine Gemälde sind heute in den Niederlanden, in Oberitalien und in Österreich zu finden.

## Werke (Auswahl)
- Soldatenrast in einem Dorf (Kaiserliche Truppen besetzen ein flandrisches Dorf), Öl auf Leinwand, ca. 130 × 170 cm. Heeresgeschichtliches Museum, Wien.[4]